# Tantilla brevicauda
Espèce
Statut de conservation UICN

 LC  : Préoccupation mineure
Tantilla brevicauda  est une espèce de serpents de la famille des Colubridae.

## Répartition
Cette espèce se rencontre :
- au Salvador ;
- au Guatemala.

## Étymologie
Le nom spécifique brevicauda vient du latin brevis, court, et de cauda, la queue, en référence à l'aspect de ce serpent.

## Publication originale
- Mertens, 1952 : Die Amphibien und Reptilien von El Salvador auf Grund der Reisen von R. Mertens und A. Zilch. Abhandlungen der Senckenbergischen Naturforschenden Gesellschaft, n. 487, p. 1-120.